# Atkinson, North Carolina
Atkinson är en ort i Pender County i delstaten North Carolina, USA.